# یونا ناکاگای
یونا ناکاگای (انگلیسی: Yuna Nakagai؛ زادهٔ ۱۷ سپتامبر ۱۹۹۹) بازیکن فوتبال اهل ژاپن است.